# Chen Yiwen
Chen Yiwen (n. 15 iunie 1999, Haikou⁠(d), Republica Populară Chineză) este o săritoare în apă ce a reprezentat Republica Populară Chineză, medaliată olimpică. A participat la o ediție a Jocurilor Olimpice (2024) în care a câștigat o medalie de aur.

## Participări
Lista de mai jos prezintă principalele competiții la care a participat Chen Yiwen de-a lungul carierei.
- Sărituri în apă la Jocurile Olimpice de vară din 2024 - 3 metri trambulină sincron (feminin)